# Atrophia Red Sun
Atrophia Red Sun in een Poolse deathmetalband.

## Artiesten
- Adrian Kowanek - vocalist
- Rafal Kastory - gitarist
- Lukasz Wronka - bassist
- Piotr Kopec - toetsenist
- Miloza Likowski - drummer

## Vroegere leden
- Marcin Bochajewski - gitarist
- Piotr Stepkowski - gitarist
- Michał Nasiadka - bassist
- Grzegorz Feliks - bassist
- Paweł Wegrzyn - drummer

## Discografie
- 1995 - Painfull Love (Croon)
- 1997 - Fears (Morbid Noizz)
- 2003 - Twisted Logic (Empire)